# NJPW Wrestle Kingdom in Tokyo Dome
Ne doit pas être confondu avec Wrestle Kingdom.
Le Wrestle Kingdom in Tokyo Dome (souvent écourté en Wrestle Kingdom) est une représentation de catch annuelle japonaise produite par l'organisation New Japan Pro Wrestling (NJPW). Elle est disponible uniquement en paiement à la séance via Ustream et se déroule tous les ans le 4 janvier au Tokyo Dome à Tokyo, depuis 2007. À l'instar de WrestleMania pour la WWE, Wrestle Kingdom est le spectacle le plus important de la NJPW (New Japan Pro Wrestling).
Ce pay-per-view remplace Wrestling World, qui se déroulait le même jour entre 1996 et 2005. À ce jour, douze éditions de Wrestle Kingdom et vingt-cinq éditions depuis 1994 se sont déroulées au Tokyo Dome.

## Histoire de l'évènement

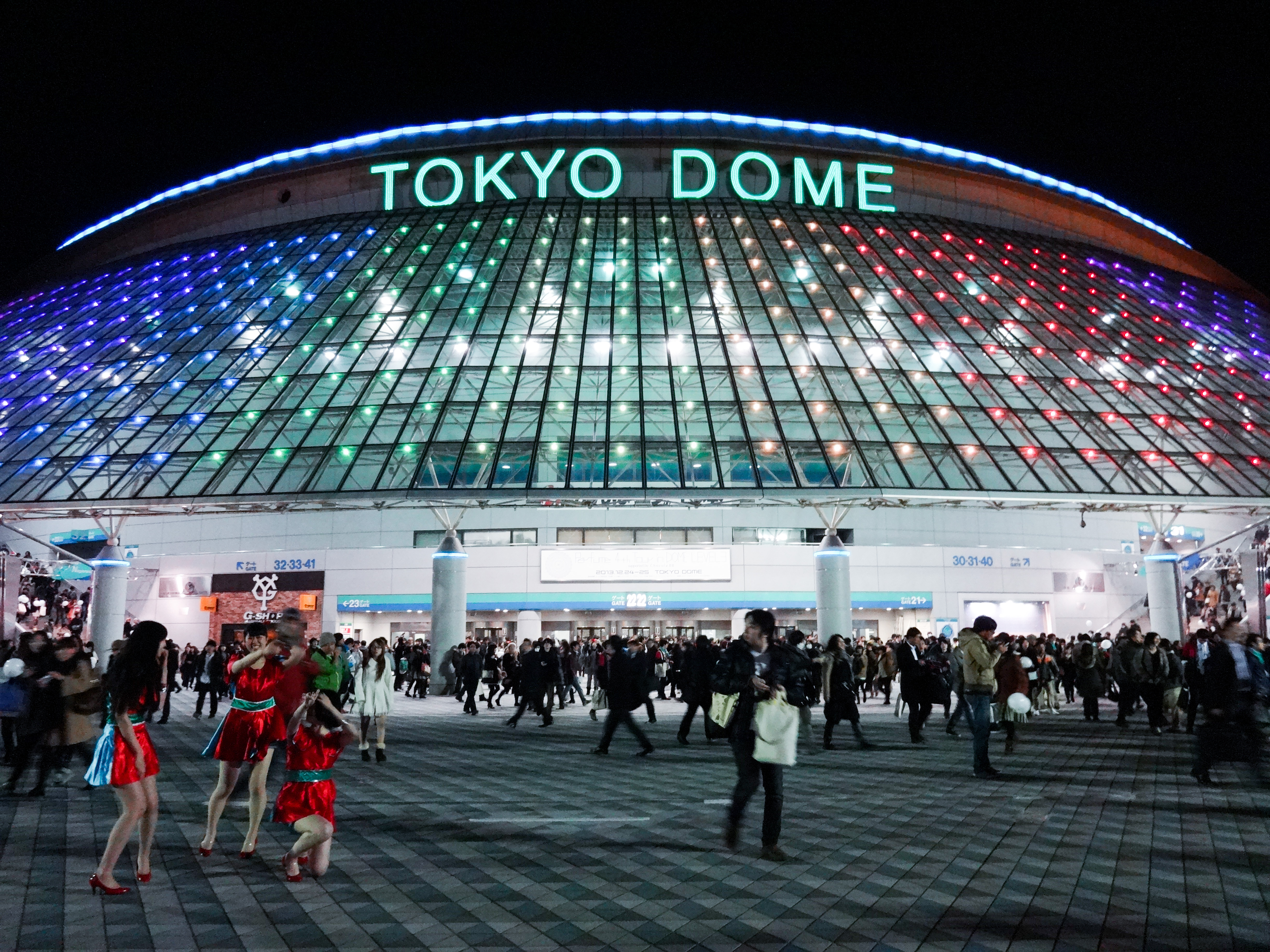
Le Tokyo Dome, l'arène où se déroule chaque année le 4 janvier Wrestle Kingdom.

En 1991, la World Championship Wrestling (WCW) possède un partenariat avec la fédération japonaise New Japan Pro Wrestling (NJPW) et coorganise le 21 mars un WCW/New Japan Supershow (en) au Tokyo Dome. Les deux fédérations organisent à nouveau l’événement au même endroit le 4 janvier lors des deux années suivantes,. Devant le succès rencontré par ces spectacles, la fédération décide d'organiser un spectacle chaque année le 4 janvier au Tokyo Dome. D'autres spectacles y sont aussi organisés à d'autres moments de l'année. En 1996, le clan de catcheur nWo (New World Order) envahit le Japon et participe à l’événement. Entre 1996 et 2005, le spectacle est intitulé Wrestling World, attirant jusqu'en 2001 plus de 60 000 personnes.
Pour des raisons budgétaires, Antonio Inoki, fondateur de la fédération, décide en 2005 qu'un seul show sera effectué chaque année au Tokyo Dome, marquant ainsi la fin de Wrestling World. L'année suivante, le show annuel du 4 janvier est remplacé par Wrestle Kingdom in Tokyo Dome. Depuis 2009, la fréquentation de ces spectacles (ainsi que des autres spectacles de la New Japan Pro Wrestling) est à la hausse (hormis en 2013 et 2016), montrant ainsi le regain de popularité de la fédération ces dernières années.

### Années 1990
Les premiers shows annuels du 4 janvier au Tokyo Dome se sont déroulés en 1992, en partenariat avec la World Championship Wrestling. Le spectacle de l'année 1994, Battlefield in Tokyo Dome, se distingue des autres car ce fut le premier spectacle uniquement produit par la New Japan Pro Wrestling. Au cours de cette édition, Hulk Hogan remporte son match contre Tatsumi Fujinami, Shinya Hashimoto conserve son titre contre Masahiro Chōno et Genichiro Tenryu rive les épaules d'Antonio Inoki, ce match étant la dernière défaite de ce dernier avant qu'il ne mette un terme à sa carrière de catcheur en 2000.
L'année suivante se déroule Battle 7. Au cours de ce spectacle, pour la première fois, un titre d'une autre fédération, le championnat des welters de la UWA, est défendu avec succès par Shinjirō Ōtani contre El Samourai. Antonio Inoki remporte le tournoi "Final Countdown BVD" en battant Sting en finale. Le main-event a vu la victoire de Shinya Hashimoto sur Kensuke Sasaki pour le titre poids-lourd IWGP.

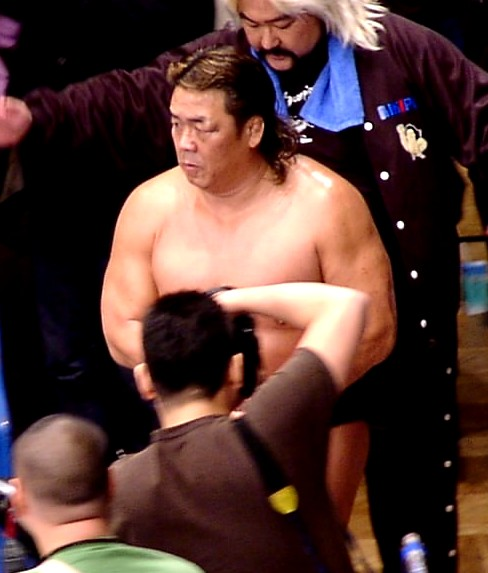
Riki Chōshū, icône du catch japonais, a fait ses adieux à la fédération lors de Final Power Hall 1998, avant de revenir en 2001.

Le spectacle du 4 janvier 1996 est le premier spectacle connu sous le nom Wrestling World. Cet événement est également marqué par la rivalité entre la New Japan Pro Wrestling (NJPW) et la UWF International (en) (UWFi). Le premier affrontement est un match par équipe de trois remporté par l'équipe NJPW (Shinjirō Ōtani, Tokimitsu Ishizawa et Yūji Nagata) sur l'équipe UWFi (Hiromitsu Kanehara (en), Kazushi Sakuraba et Kenichi Yamamoto (en)). Le second affrontement entre les deux fédérations est un match simple entre Masahito Kakihara (UWFi) et Riki Chōshū (NJPW), match remporté par ce dernier. Le dernier match de cette rivalité concerne le titre poids-lourd IWGP de Keiji Mutō (NJPW), qui perd sa ceinture au profit de Nobuhiko Takada. Malgré cette défaite, la New Japan Pro Wrestling remporte la rivalité sur le score de 2 à 1.
Wrestling World 1997 est une nouvelle fois marquée par une rivalité inter-promotionnelle entre la New Japan Pro Wrestling (NJPW) et la Big Japan Pro Wrestling (BJW). Le score final est de 3 à 1 pour la New Japan Pro Wrestling avec les victoires respectives de Shinjirō Ōtani, Masahiro Chōno et Masa Saito pour la NJPW contre une victoire de Kendo Nagasaki (en) pour le BJW. De son côté, Jushin Thunder Liger bat Último Dragón et remporte la couronne suprême des juniors. Le match principal de la soirée fut le match entre Shinya Hashimoto et Riki Chōshū, match remporté par Hashimoto qui conserve son titre IWGP.
L'édition 1998 de Wrestling World, plus couramment appelée Final Power Hall in Tokyo Dome '98, a accueilli 65 000 spectateurs pour une recette de 6 000 000 $. Cette édition a été marquée par le départ de Riki Chōshū de la fédération, qui combat dans cinq matchs le même soir et gagne quatre de ses cinq confrontations. Le match principal a vu la victoire du champion IWGP en titre Kensuke Sasaki sur Keiji Mutō.
Le spectacle du 4 janvier 1999 est marqué par le changement de trois titres. Dr. Wagner, Jr. et Kendo Kashin battent Shinjirō Ōtani et Tatsuhito Takaiwa pour le gain des titres poids-lourd junior par équipe IWGP, les champions en titre Genichiro Tenryu et Shiro Koshinaka cèdent leurs ceintures par équipe IWGP au profit de Tencozy (Hiroyoshi Tenzan et Satoshi Kojima), et Keiji Mutō remporte le titre poids-lourd IWGP aux dépens de Scott Norton.

### Années 2000

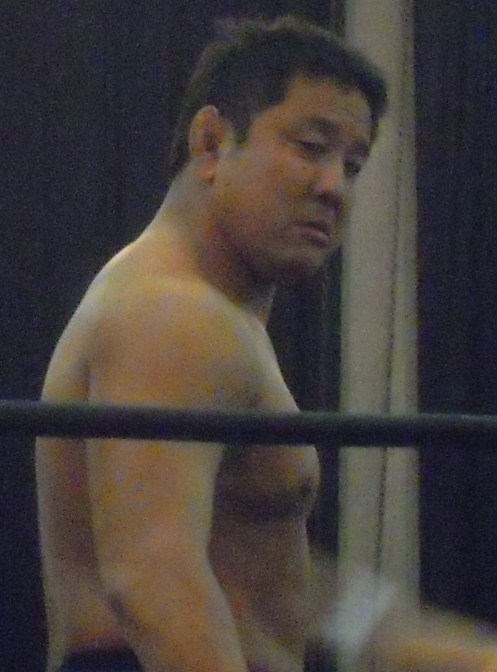
Yūji Nagata, perd son match pour un titre mondial à Wrestling World 2002 mais remporte le titre poids-lourd IWGP l'année suivante.

L'édition 2000 de Wrestling World a vu le retour de Wild Pegasus, qui perd contre Hiroyoshi Tenzan. Ce spectacle est également marqué par la disparition de la nWo Japan, à la suite de la défaite de Keiji Mutō contre Masahiro Chōno. Le main-event de la soirée est la rencontre entre Genichiro Tenryu et Kensuke Sasaki, ce dernier remportant le match et le titre IWGP.
Wrestling World 2001 voit un nouveau champion poids-lourd IWGP à la suite d'un tournoi composé de six catcheurs pour le gain de ce championnat mondial. Lors de la finale du tournoi, Kensuke Sasaki s'impose face à Toshiaki Kawada et remporte donc le titre.
En janvier 2002, le show est réalisé en partenariat avec la Pro Wrestling NOAH (NOAH). C'est le premier spectacle où le titre poids-lourd IWGP n'est pas défendu. Kendo Kashin garde son championnat junior poids-lourd IWGP contre Daijiro Matsui (en). Le match principal de la soirée est un match entre Jun Akiyama et Yūji Nagata pour le championnat poids-lourd GHC, titre issu de la NOAH, qui voit la victoire de Jun Akiyama, conservant ainsi son titre.
L'édition 2003 de Wrestling World voit la victoire de Yoshihiro Takayama sur Tsuyoshi Kosaka (en) pour le titre poids-lourd NWF vacant. L'autre match principal de la soirée est un match pour la ceinture poids-lourd IWGP entre le champion en titre Yūji Nagata, qui bat Josh Barnett.
Le show Wrestling World 2004 voit la victoire de Jushin Thunder Liger sur Takashi Sugiura pour le championnat junior poids-lourd GHC, faisant le premier changement de titre pour un championnat issu de la Pro Wrestling NOAH. Ce spectacle a également connu l'avènement de jeunes stars montantes de la fédération, où Hiroshi Tanahashi conserve son championnat poids-libre U-30 IWGP en battant Yutaka Yoshie (en) et Shinsuke Nakamura unifie les titres poids-lourd IWGP et NWF en battant Yoshihiro Takayama.
| |  |  |
| Hiroshi Tanahashi (à gauche) et Shinsuke Nakamura (à droite), stars montantes qui ont brillé au Tokyo Dome. |  |  |

Le spectacle du 4 janvier 2005 est le dernier Wrestling World, avant que celui-ci ne réapparaisse durant l'été 2015 en dehors du Tokyo Dome. C'est également le spectacle qui propose le plus de rencontres avec un total de seize matchs. Durant ce show, Ron Waterman (en) remporte le Toukon Festival Tournament, un tournoi où seule la soumission de l'adversaire peut permettre le gain du match. De son côté, Masahiro Chōno bat Riki Chōshū et Hiroyoshi Tenzan dans un "Dog Fight" rules match. Le main-event est un match entre le champion Hiroshi Tanahashi et Shinsuke Nakamura pour le championnat poids-libre U-30 IWGP, match remporté par ce dernier.
L'année 2006 voit l'avènement de Toukon Shidou Chapter I, show remplaçant le Wrestling World. Au cours de ce spectacle, Masahiro Chōno et Hiroyoshi Tenzan conservent leurs ceintures par équipe IWGP contre Shiro Koshinaka et Takao Omori. Brock Lesnar bat Shinsuke Nakamura et conserve son titre poids-lourd IWGP.
Le 4 janvier 2007, le premier Wrestle Kingdom in Tokyo Dome est organisé, accueillant seulement 28 000 spectateurs. Ce spectacle est coproduit avec la All Japan Pro Wrestling (AJPW), fédération historiquement rivale de la New Japan Pro Wrestling. Minoru Suzuki conserve sa ceinture à trois couronnes de l'AJPW en battant Yūji Nagata par décision arbitrale. Hiroshi Tanahashi retient sa ceinture poids-lourd IWGP contre Taiyō Kea. Le main-event de la soirée est un match par équipe entre Hiroyoshi Tenzan et Satoshi Kojima contre Keiji Mutoh et Masahiro Chōno. À la fin du match, les quatre catcheurs rendent hommage à Shinya Hashimoto, décédé brutalement cinq mois avant ce show.
Wrestle Kingdom II est produit en partenariat avec la Total Nonstop Action (TNA) et accueille 27 000 personnes, la plus faible affluence recensée à ce jour pour ce show. À l'instar du match hardcore entre le Great Bash Heel (NJPW) et la Team 3D (TNA), match remporté par cette dernière, plusieurs catcheurs de la TNA s'illustrent. Kurt Angle (TNA) conserve sa troisième ceinture IWGP contre Yūji Nagata (NJPW). Le match principal de la soirée est le match entre Shinsuke Nakamura et Hiroshi Tanahashi, où Nakamura remporte à la fois le match et le championnat poids-lourd IWGP.
La troisième édition de Wrestle Kingdom est réalisée en partenariat avec la Pro Wrestling Zero1 (Zero1) et la Consejo Mundial de Lucha Libre (CMLL). Yūji Nagata combat avec succès Masato Tanaka pour la conservation de son championnat du monde poids-lourd de la Zero1 (en). La Team 3D remporte une nouvelle victoire contre le Great Bash Heel dans un match hardcore et remporte également les ceintures par équipe IWGP. Le clou du spectacle est la victoire de Hiroshi Tanahashi sur Keiji Mutoh, empochant le titre poids-lourd IWGP.

### Années 2010
| |  |  |
| Jushin Thunder Liger (à gauche) et Keiji Mutō (à droite), légendes de catch japonais, sont encore présentes dans les années 2010 aux Wrestle Kingdom. |  |  |

Wrestle Kingdom IV est marqué par la rivalité inter-promotionnelle entre la New Japan Pro Wrestling (NJPW) et la Pro Wrestling NOAH (NOAH). Togi Makabe (NJPW) remporte son match contre Muhammad Yone (NOAH) mais Naomichi Marufuji (NOAH) remporte le titre poids-lourd junior IWGP en rivant les épaules de Tiger Mask (NJPW). De même, Hiroshi Tanahashi (NJPW) parvient à battre Gō Shiozaki (NOAH) mais Takashi Sugiura (NOAH) conserve son titre poids-lourd GHC contre Hirooki Goto (NJPW). La rivalité se conclut donc par un match nul sur le score de 2 à 2. Le match principal de la soirée voit Shinsuke Nakamura vaincre Yoshihiro Takayama pour le titre poids-lourd IWGP, match revanche de Wrestling World 2004.
La cinquième édition de Wrestle Kingdom in Tokyo Dome est produite en partenariat avec plusieurs fédérations dont la Total Nonstop Action (TNA), la Consejo Mundial de Lucha Libre (CMLL), la Pro Wrestling NOAH (NOAH) et la Pro Wrestling Zero1 (Zero1). Au cours de cet événement, Prince Devitt conserve son championnat junior poids-lourd IWGP contre Kōta Ibushi et le titre mondial poids-lourd de la TNA est pour la première fois défendu avec succès par Jeff Hardy contre Tetsuya Naitō. Le main-event de la soirée est le match entre le champion IWGP Satoshi Kojima et Hiroshi Tanahashi, ce dernier emportant le match et le titre.

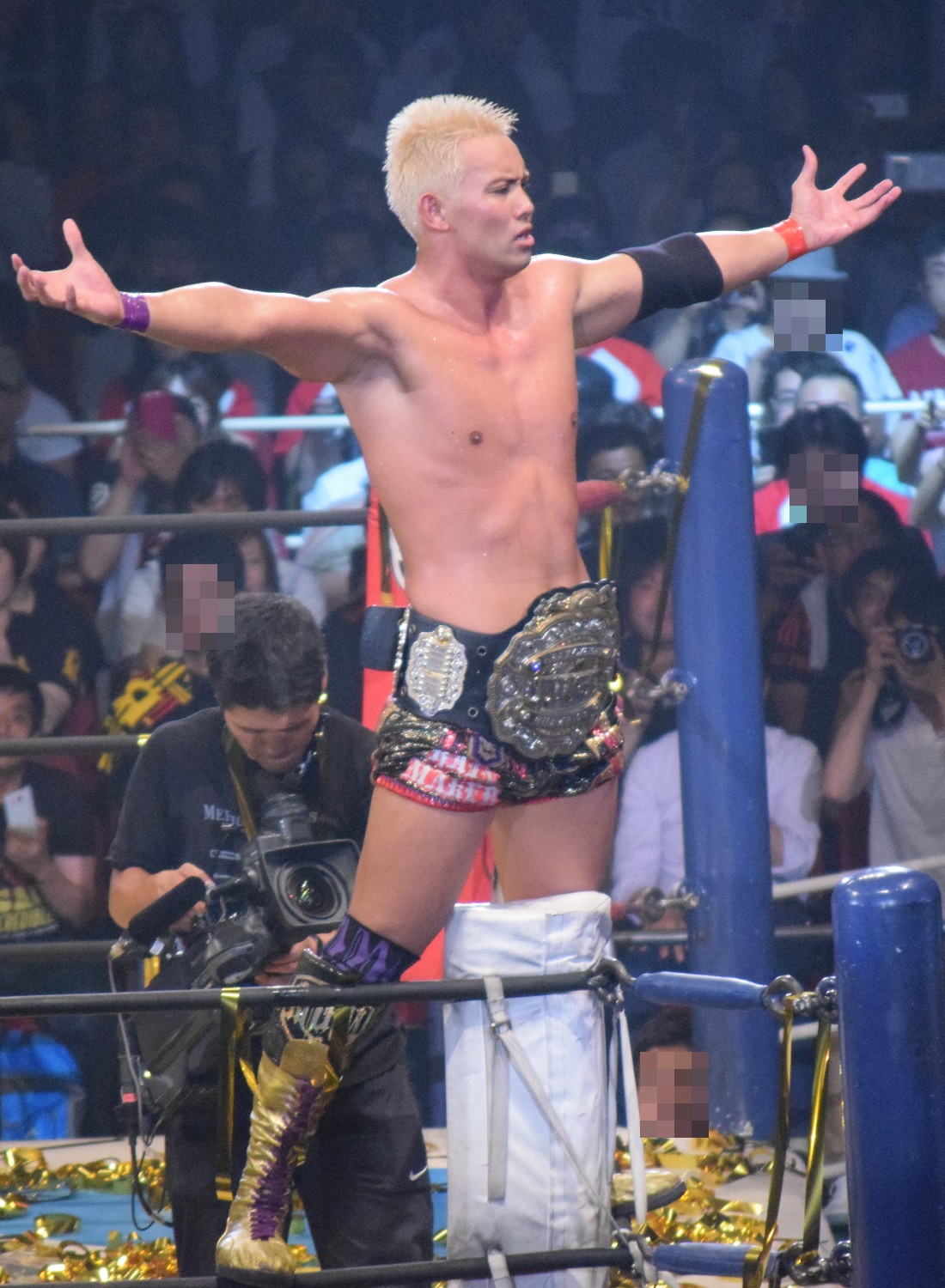
Kazuchika Okada est une des valeurs sûres de la New Japan Pro Wrestling dans les années 2010.

En 2012, Wrestle Kingdom VI permet de fêter également le 40e anniversaire de la fédération. Des catcheurs de la Consejo Mundial de Lucha Libre (CMLL), de la Pro Wrestling NOAH (NOAH) et de la All Japan Pro Wrestling (AJPW) participent à cet événement. Le premier match important voit la victoire de Keiji Mutō sur Tetsuya Naitō. Le match principal est un match de championnat pour le titre poids-lourd IWGP entre le champion Hiroshi Tanahashi et le vétéran Minoru Suzuki, match où Tanahashi ressort victorieux.
La septième édition de Wrestle Kingdom est le premier show visible en paiement à la séance sur internet. Deux nouveaux titres font leur apparition ; le titre championnat poids-libre NEVER est défendu avec succès par Masato Tanaka contre Shelton Benjamin et Shinsuke Nakamura conserve son titre intercontinental IWGP face à Kazushi Sakuraba. De son côté, Hiroshi Tanahashi conserve son titre de champion poids-lourd IWGP en rivant les épaules de Kazuchika Okada.
Wrestle Kingdom 8 in Tokyo Dome se déroule en 2014 devant 35 000 spectateurs. Au cours de cet événement, Satoshi Kojima remporte le championnat du monde poids-lourd de la NWA aux dépens de Rob Conway. Kazuchika Okada conserve le titre poids-lourd IWGP en battant Tetsuya Naitō. Le main-event entre le champion Shinsuke Nakamura et le challenger Hiroshi Tanahashi voit la victoire de Nakamura, qui conserve son titre intercontinental IWGP.
Le show du 4 janvier 2015 est commenté pour la première fois en anglais et est retransmis à la télévision aux États-Unis. Cet événement est réalisé en partenariat avec la Global Force Wrestling (GFW) et plusieurs catcheurs de la Ring of Honor (ROH) participent au show. Au cours de ce spectacle, le championnat poids-libre NEVER est perdu par Tomohiro Ishii au profit de Togi Makabe, le Bullet Club (Karl Anderson et Doc Gallows) perd la ceinture par équipe IWGP contre le Meiyu Tag (Hirooki Goto et Katsuyori Shibata) et Shinsuke Nakamura bat Kōta Ibushi, conservant son titre intercontinental IWGP. Le match principal de la soirée voit la victoire de Hiroshi Tanahashi sur le challenger Kazuchika Okada, match où la ceinture poids-lourd IWGP est remise en jeu.
Wrestle Kingdom 10 est le spectacle qui a attiré le moins de foule avec seulement 25 204 personnes. Toutefois, il innove avec l'apparition, comme l'année précédente, de catcheurs issus de la Ring of Honor, où le titre mondial de la ROH fut défendu pour la première fois avec succès par Jay Lethal contre Michael Elgin, mais aussi d'un nouveau titre, le NEVER Openweight Six Man Tag Team Championship, remporté par Toru Yano et les Briscoe Brothers, aux dépens du Bullet Club. Au total, huit matchs de championnat ont été au programme, avec notamment Tomohiro Ishii, qui cède le championnat poids-libre NEVER à Katsuyori Shibata, Shinsuke Nakamura qui conserve sa ceinture intercontinentale en rivant les épaules d'A.J. Styles et Kazuchika Okada, qui reste champion poids-lourd IWGP après avoir battu le vainqueur du tournoi G1 Climax Hiroshi Tanahashi lors du main-event,
L'édition 2017 de Wrestle Kingdom a attiré un peu plus de spectateurs que l'année précédente avec 26 192 entrées comptabilisées. Néanmoins, il s'est avéré être l'un des spectacles les plus salués par les critiques. Pour commencer, le championnat du monde de la ROH a changé de main pour la première fois de son histoire au Japon en faveur de l'ancien champion Adam Cole et au détriment de Kyle O'Reilly. De son côté, Hiromu Takahashi s'est illustré en remportant le titre poids-lourds junior IWGP en battant Kushida. Trois autres changements de ceintures ont été réalisés, celui pour le titre poids-libre NEVER, qui a vu la victoire de Hirooki Goto sur Katsuyori Shibata et pour le titre poids-libre par équipe de trois NEVER, avec la victoire de Los Ingobernables sur Chaos, Bullet Club et les champions en titre David Finlay, Ricochet et Satoshi Kojima, puis les Roppongi Vice battant les Young Bucks pour le gain des championnats poids-lourds junior par équipe. Les deux derniers matchs furent pour la ceinture intercontinentale IWGP où Tetsuya Naitō a défendu avec succès sa ceinture face à Hiroshi Tanahashi et pour le titre majeur de la fédération, où Kazuchika Okada a conservé son titre face à Kenny Omega, au terme d'un combat de plus de 45 minutes et noté six étoiles par le célèbre critique de catch Dave Meltzer,,.
L'édition 2018 de Wrestle Kingdom a attiré un peu plus de spectateurs que l'année précédente avec 43 000 entrées comptabilisées. À commencer par la victoire de Masahito Kakihara au nouveau Japon Rumble. Avec la victoire des Young Bucks sur Roppongi 3K par soumission pour les titres IWGP Junior Heavyweight Tag Team Championship, c'est le 7e titre par équipe des Young Bucks. Chaos (catch) (Greg Marasciulo, Tomohiro Ishii et Toru Yano) ont remporté les titres par équipe NEVER Openweight 6-Man Tag Team Championship dans un gauntlet match. Kōta Ibushi a battu Cody Rhodes dans un match simple. Los Ingobernables du Japon (Evil et Seiya Sanada) ont vaincu Killer Elite Squad (Lance Hoyt et Harry Smith (catch). Pour les IWGP Tag Team Championship. Hirooki Goto a vaincu Minoru Suzuki dans un match cheveux contre cheveux et pas de secondes deathmatch pour le titre NEVER Openweight Championship. Will Ospreay a vaincu Marty Scurll, Hiromu Takahashi et Yujiro Kushida dans un Fatal four-way match pour le titre IWGP Junior Heavyweight Championship. Hiroshi Tanahashi a gagné contre Jay White dans un match simple pour le IWGP Intercontinental Championship. Kenny Omega a vaincu Chris Jericho dans un match sans disqualification pour le IWGP United States Heavyweight Championship qui a été salué par Dave Meltzer avec un 5 star Match. C'était le premier Main Event du show. Kazuchika Okada a vaincu Tetsuya Naitō dans un match simple pour le IWGP Heavyweight Championship.

## Historique
| Événement                                                 | Date           | Lieu       | Ville               | Spectateurs | Événement principal |
| --------------------------------------------------------- | -------------- | ---------- | ------------------- | ----------- | --- |
| Liste des Battle                                          |                |            |                     |             | |
| BattleField in Tokyo Dome                                 | 4 janvier 1994 | Tokyo Dome | Tokyo, Kantō, Japon | 62 000      | Antonio Inoki contre Genichiro Tenryu                                                                                        |
| Battle 7                                                  | 4 janvier 1995 | Tokyo Dome | Tokyo, Kantō, Japon | 62 500      | Shinya Hashimoto (c) contre Kensuke Sasaki pour le IWGP Heavyweight Championship                                             |
| Liste des Wrestling World                                 |                |            |                     |             | |
| Wrestling World 1996                                      | 4 janvier 1996 | Tokyo Dome | Tokyo, Kantō, Japon | 64 000      | Keiji Mutō (c) contre Nobuhiko Takada pour le IWGP Heavyweight Championship                                                  |
| Wrestling World 1997                                      | 4 janvier 1997 | Tokyo Dome | Tokyo, Kantō, Japon | 62 500      | Shinya Hashimoto (c) contre Riki Chōshū pour le IWGP Heavyweight Championship                                                |
| Wrestling World 1998 : Final Power Hall in Tokyo Dome '98 | 4 janvier 1998 | Tokyo Dome | Tokyo, Kantō, Japon | 65 000      | Kensuke Sasaki (c) contre Keiji Mutoh pour le IWGP Heavyweight Championship                                                  |
| Wrestling World 1999 : Final Power Hall in Tokyo Dome '99 | 4 janvier 1999 | Tokyo Dome | Tokyo, Kantō, Japon | 62 500      | Scott Norton (c) contre Keiji Mutoh pour le IWGP Heavyweight Championship                                                    |
| Wrestling World 2000                                      | 4 janvier 2000 | Tokyo Dome | Tokyo, Kantō, Japon | 63 500      | Genichiro Tenryu (c) contre Kensuke Sasaki pour le IWGP Heavyweight Championship                                             |
| Wrestling World 2001                                      | 4 janvier 2001 | Tokyo Dome | Tokyo, Kantō, Japon | 62 000      | Genichiro Tenryu contre Kensuke Sasaki pour le IWGP Heavyweight Championship vacant                                          |
| Wrestling World 2002                                      | 4 janvier 2002 | Tokyo Dome | Tokyo, Kantō, Japon | 51 500      | Jun Akiyama (c) contre Yūji Nagata pour le GHC Heavyweight Championship                                                      |
| Wrestling World 2003                                      | 4 janvier 2003 | Tokyo Dome | Tokyo, Kantō, Japon | 50 000      | Yuji Nagata (c) contre Josh Barnett pour le IWGP Heavyweight Championship                                                    |
| Wrestling World 2004                                      | 4 janvier 2004 | Tokyo Dome | Tokyo, Kantō, Japon | 53 000      | Shinsuke Nakamura (c) contre Yoshihiro Takayama (c) pour le IWGP Heavyweight Championship et le NWF Heavyweight Championship |
| Toukon Festival : Wrestling World 2005                    | 4 janvier 2005 | Tokyo Dome | Tokyo, Kantō, Japon | 46 000      | Shinsuke Nakamura (c) contre Hiroshi Tanahashi pour le IWGP U-30 Openweight Championship                                     |
| Liste des Toukon Shidou                                   |                |            |                     |             | |
| Toukon Shidou : Chapter I                                 | 4 janvier 2006 | Tokyo Dome | Tokyo, Kantō, Japon | 43 000      | Brock Lesnar (c) contre Shinsuke Nakamura pour le IWGP Heavyweight Championship                                              |
| Liste des Wrestle Kingdom in Tokyo Dome                   |                |            |                     |             | |
| Wrestle Kingdom I                                         | 4 janvier 2007 | Tokyo Dome | Tokyo, Kantō, Japon | 28 000      | Keiji Mutoh et Masahiro Chōno contre Hiroyoshi Tenzan et Satoshi Kojima                                                      |
| Wrestle Kingdom II                                        | 4 janvier 2008 | Tokyo Dome | Tokyo, Kantō, Japon | 27 000      | Hiroshi Tanahashi (c) contre Shinsuke Nakamura pour le IWGP Heavyweight Championship                                         |
| Wrestle Kingdom III                                       | 4 janvier 2009 | Tokyo Dome | Tokyo, Kantō, Japon | 40 000      | Keiji Mutoh (c) contre Hiroshi Tanahashi pour le IWGP Heavyweight Championship                                               |
| Wrestle Kingdom IV                                        | 4 janvier 2010 | Tokyo Dome | Tokyo, Kantō, Japon | 41 500      | Shinsuke Nakamura (c) contre Yoshihiro Takayama pour le IWGP Heavyweight Championship                                        |
| Wrestle Kingdom V                                         | 4 janvier 2011 | Tokyo Dome | Tokyo, Kantō, Japon | 42 000      | Satoshi Kojima (c) contre Hiroshi Tanahashi pour le IWGP Heavyweight Championship                                            |
| Wrestle Kingdom VI                                        | 4 janvier 2012 | Tokyo Dome | Tokyo, Kantō, Japon | 43 000      | Hiroshi Tanahashi (c) contre Minoru Suzuki pour le IWGP Heavyweight Championship                                             |
| Wrestle Kingdom 7                                         | 4 janvier 2013 | Tokyo Dome | Tokyo, Kantō, Japon | 29 000      | Hiroshi Tanahashi (c) contre Kazuchika Okada pour le IWGP Heavyweight Championship                                           |
| Wrestle Kingdom 8                                         | 4 janvier 2014 | Tokyo Dome | Tokyo, Kantō, Japon | 35 000      | Shinsuke Nakamura (c) contre Hiroshi Tanahashi pour le IWGP Intercontinental Championship                                    |
| Wrestle Kingdom 9                                         | 4 janvier 2015 | Tokyo Dome | Tokyo, Kantō, Japon | 36 000      | Hiroshi Tanahashi (c) contre Kazuchika Okada pour le IWGP Heavyweight Championship                                           |
| Wrestle Kingdom 10                                        | 4 janvier 2016 | Tokyo Dome | Tokyo, Kantō, Japon | 25 204      | Kazuchika Okada (c) contre Hiroshi Tanahashi pour le IWGP Heavyweight Championship                                           |
| Wrestle Kingdom 11                                        | 4 janvier 2017 | Tokyo Dome | Tokyo, Kantō, Japon | 26 192      | Kazuchika Okada (c) contre Kenny Omega pour le IWGP Heavyweight Championship                                                 |
| Wrestle Kingdom 12                                        | 4 janvier 2018 | Tokyo Dome | Tokyo, Kantō, Japon | 43 000      | Kazuchika Okada (c) contre Tetsuya Naitō pour le IWGP Heavyweight Championship                                               |
| Wrestle Kingdom 13                                        | 4 janvier 2019 | Tokyo Dome | Tokyo, Kantō, Japon |             | Kenny Omega (c) contre Hiroshi Tanahashi pour le IWGP Heavyweight Championship                                               |
| Wrestle Kingdom 14                                        | 4 janvier 2020 | Tokyo Dome | Tokyo, Kantō, Japon |             | Kazuchika Okada (c) contre Kota Ibushi pour le IWGP Heavyweight Championship                                                 |
| Wrestle Kingdom 15                                        | 4 janvier 2021 | Tokyo Dome | Tokyo, Kantō, Japon |             | Tetsuya Naito (c) contre Kota Ibushi pour les IWGP Heavyweight Championship et IWGP Intercontinental Championship            |
| Wrestle Kingdom 16                                        | 4 janvier 2022 | Tokyo Dome | Tokyo, Kantō, Japon |             | Shingo Takagi (c) contre Kazuchika Okada pour le IWGP World Heavyweight Championship                                         |
| Wrestle Kingdom 17                                        | 4 janvier 2023 | Tokyo Dome | Tokyo, Kantō, Japon |             | Jay White (c) contre Kazuchika Okada pour le IWGP World Heavyweight Championship                                             |
| Wrestle Kingdom 18                                        | 4 janvier 2024 | Tokyo Dome | Tokyo, Kantō, Japon |             | Sanada (c) contre Tetsuya Naito pour le IWGP World Heavyweight Championship                                                  |

## Statistiques de Wrestling World / Wrestle Kingdom
- Plus grand nombre de titres mondiaux remportés à Wrestling World / Wrestle Kingdom[Note 1]
  - Kensuke Sasaki (2 fois / 2000, 2001)
  - Hiroshi Tanahashi (2 fois / 2009, 2011)
  - Nobuhiko Takada (1 fois / 1996)
  - Keiji Mutō (1 fois / 1999)
  - Shinsuke Nakamura (1 fois / 2008)
  - Satoshi Kojima (1 fois / 2014)
  - Adam Cole (1 fois / 2017)
- Participations

- Plus grand nombre de participations au main event
  - Hiroshi Tanahashi (9 fois / 2005, 2008, 2009, 2011, 2012, 2013, 2014, 2015, 2016)
  - Shinsuke Nakamura (6 fois / 2004, 2005, 2006, 2008, 2010, 2014)
  - Keiji Mutō (5 fois / 1996, 1998, 1999, 2007, 2009)
  - Kensuke Sasaki (4 fois / 1995, 1998, 2000, 2001)
  - Kazuchika Okada (4 fois / 2013, 2015, 2016, 2017)
  - Genichiro Tenryu (3 fois / 1994, 2000, 2001)
- Matchs les plus longs

| Rang | Match                                      | Durée | Année                               | Notes                                               |
| ---- | ------------------------------------------ | ----- | ----------------------------------- | --------------------------------------------------- |
| 1    | Kazuchika Okada contre Kenny Omega         | 46:45 | Wrestle Kingdom 11                  | Pour le IWGP Heavyweight Championship.              |
| 2    | Kazuchika Okada contre Hiroshi Tanahashi   | 36:01 | Wrestle Kingdom 10                  | Pour le IWGP Heavyweight Championship.              |
| 3    | Kenny Omega contre Chris Jericho           | 34:36 | Wrestle Kingdom 12                  | Pour le IWGP United States Heavyweight Championship |
| 4    | Kazuchika Okada contre Tetsuya Naitō       | 34:26 | Wrestle Kingdom 12                  | Pour le IWGP Heavyweight Championship               |
| 3    | Hiroshi Tanahashi contre Kazuchika Okada   | 33:34 | Wrestle Kingdom 7                   | Pour le IWGP Heavyweight Championship.              |
| 4    | Shinsuke Nakamura contre Hiroshi Tanahashi | 30:58 | Wrestle Kingdom 8                   | Pour le IWGP Intercontinental Championship.         |
| 5    | Hiroshi Tanahashi contre Kazuchika Okada   | 30:57 | Wrestle Kingdom 9                   | Pour le IWGP Heavyweight Championship.              |
| 6    | Shinya Hashimoto contre Masahiro Chōno     | 28:00 | Battlefield in Tokyo Dome           | Pour le IWGP Heavyweight Championship.              |
| 7    | Hiroshi Tanahashi contre Minoru Suzuki     | 25:59 | Wrestle Kingdom 6                   | Pour le IWGP Heavyweight Championship.              |
| 8    | Kensuke Sasaki contre Keiji Mutō           | 25:18 | Final Power Hall in Tokyo Dome 1998 | Pour le IWGP Heavyweight Championship.              |
| 9    | Masahiro Chono contre Keiji Mutoh          | 25:00 | Wrestling World 2000                | Si Mutoh perd, la nWo Japan est dissoute.           |

- Record d'affluence
  - Final Power Hall 1998 - 65 000 spectateurs
  - Wrestling World 1996 - 64 000 spectateurs
  - Wrestling World 2000 - 63 500 spectateurs
  - Battle 7 1995 - 62 500 spectateurs
  - Wrestling World 1997 - 62 500 spectateurs
  - Wrestling World 1999 - 62 500 spectateurs